# Campionati europei di salto ostacoli 2017
I Campionati europei di salto ostacoli 2017 si sono svolti ad Göteborg, in Svezia, dal 22 al 17 agosto 2017.

## Podi
| Evento           | Oro              | Argento         | Bronzo        |
| Gara individuale | Peder Fredricson | Harrie Smolders | Cian O'Connor |
| Gara a squadre   | Irlanda          | Svezia          | Svizzera      |

## Medagliere
| Posiz. | Nazione     | Oro | Argento | Bronzo | Totale |
| ------ | ----------- | --- | ------- | ------ | ------ |
| 1      | Svezia      | 1   | 1       | 0      | 2      |
| 2      | Irlanda     | 1   | 0       | 1      | 2      |
| 3      | Paesi Bassi | 0   | 1       | 0      | 1      |
| 4      | Svizzera    | 0   | 0       | 1      | 1      |
| Totale | Totale      | 2   | 2       | 2      | 6      |